# Can Planes (la Vall de Bianya)
Can Planes és una masia situada al municipi de la Vall de Bianya, a la comarca catalana de la Garrotxa. Es troba arran d'un petit curs d'aigua que desguassa a la riera de Castellar.